# Станевский, Феликс Иосифович
Феликс Иосифович Станевский (род. 25 декабря 1937) — российский дипломат. Чрезвычайный и полномочный посол (1998).

## Биография
Окончил МГИМО в 1966 году и Дипломатическую академию МИД СССР в 1975 году. 
Работал в посольствах СССР в Италии, Бельгии, был советником делегаций СССР на Венских переговорах по сокращению вооружённых сил и вооружений в Центральной Европе, на советско-американских переговорах в Женеве по сокращению ракет средней дальности.
Заведовал отделом прав человека МИД СССР. Участвовал в двусторонних и многосторонних международных встречах и переговорах по гуманитарным вопросам, в том числе в Парижской и Копенгагенской конференциях ОБСЕ.
Был представителем СССР в Комиссии ООН по правам человека, главой делегации СССР в этой комиссии, возглавлял советскую делегацию в Экономическом и Социальном Совете ООН.
- С 21 сентября 1996 по 24 августа 2000 года — чрезвычайный и полномочный посол Российской Федерации в Грузии[1][2].
- С 2000 года — на пенсии.
- В 2001—2013 годах — независимый эксперт от РФ в ЕКРН при Совете Европы.

## Семья
Женат, имеет дочь. В настоящее время заведующий отделом Кавказа Института стран СНГ, журналист.

## Дипломатический ранг
- Чрезвычайный и полномочный посланник 1 класса (20 июня 1994)[3]
- Чрезвычайный и полномочный посол (17 апреля 1998)[4]